# 公共交通

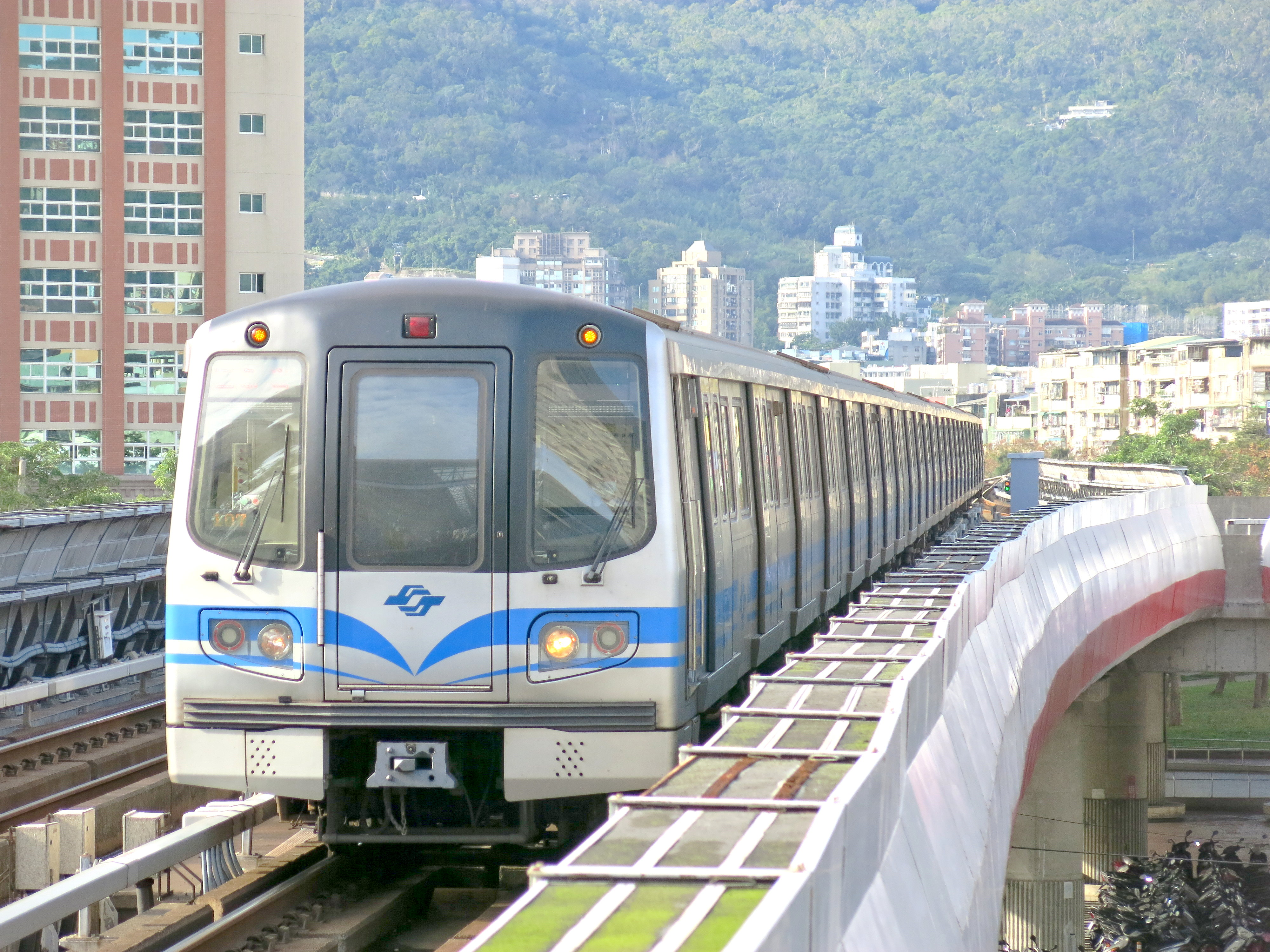
臺北捷運

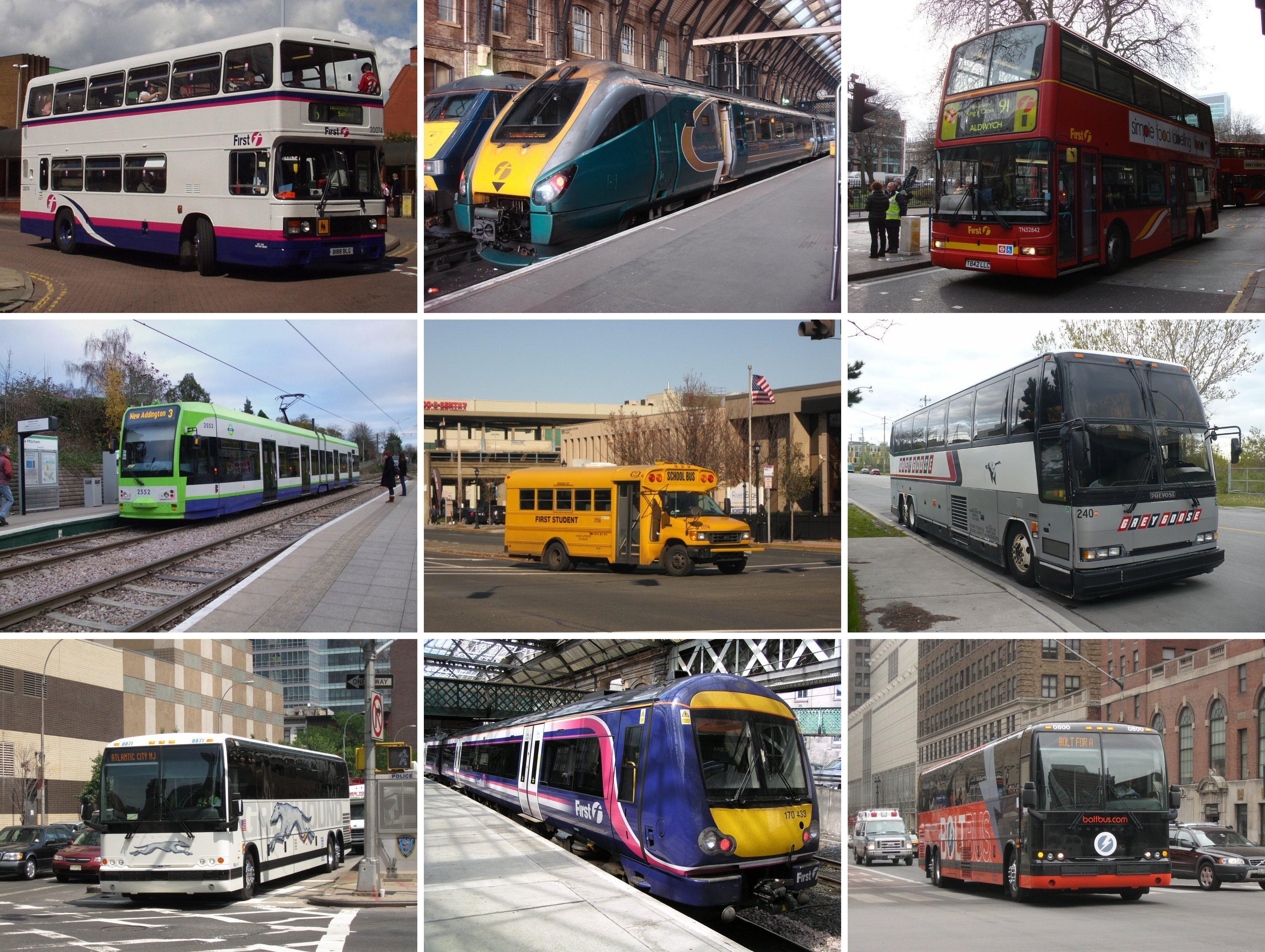
First Group在欧洲和北美提供的服务

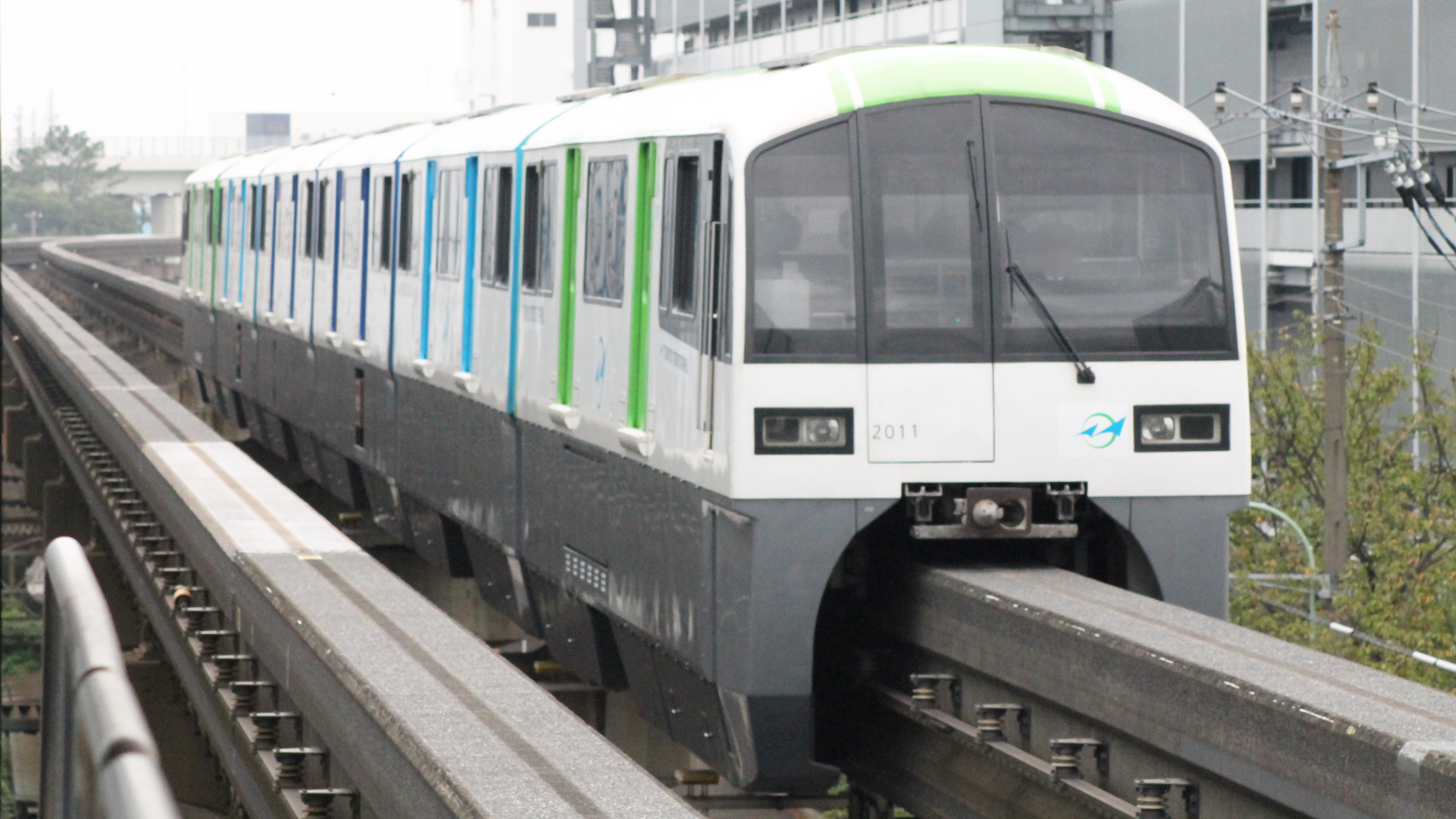
東京單軌電車

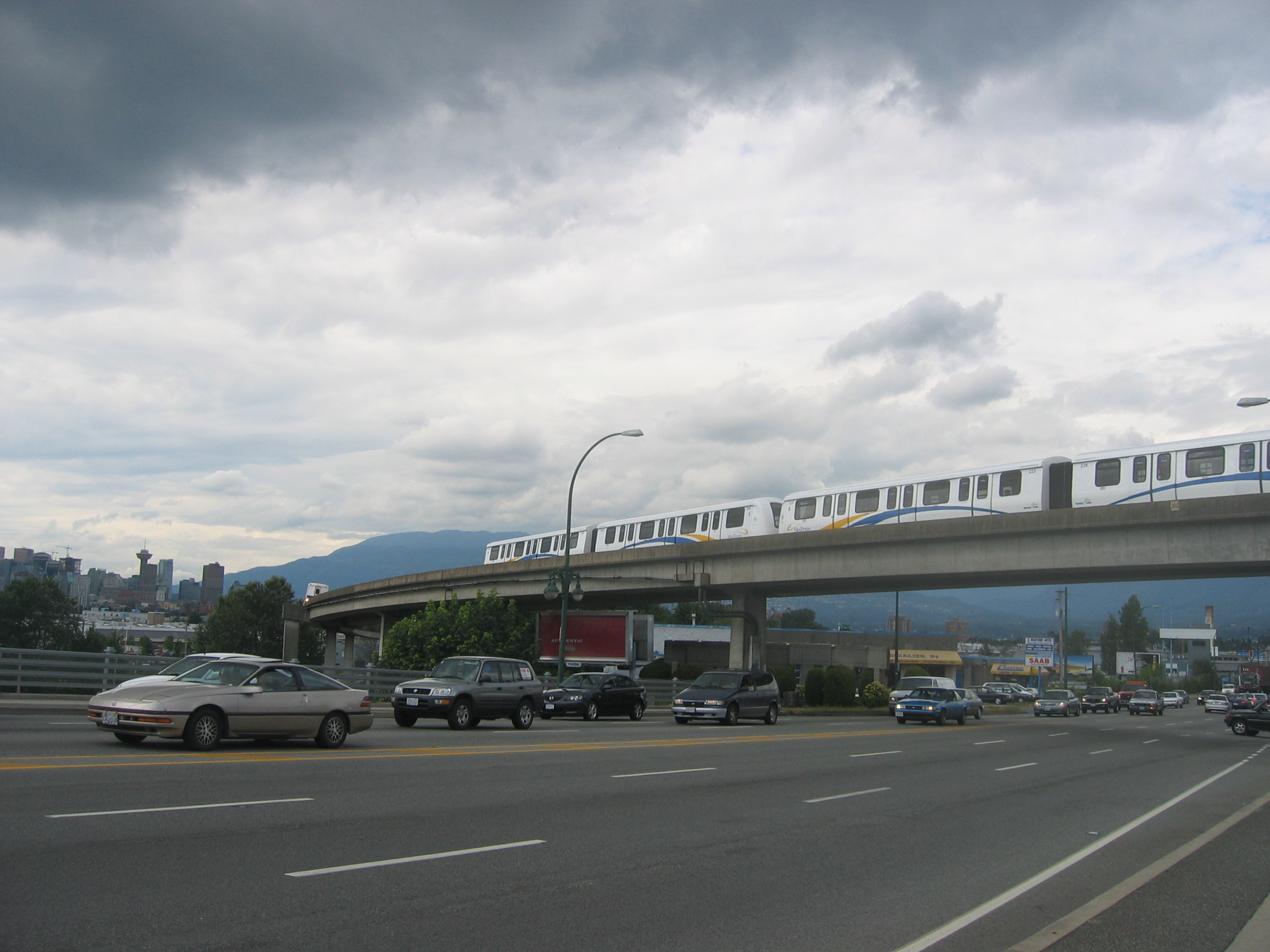
加拿大溫哥華架空列車

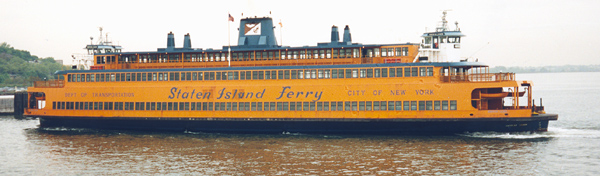
到達史泰登島的一艘Kennedy級渡船

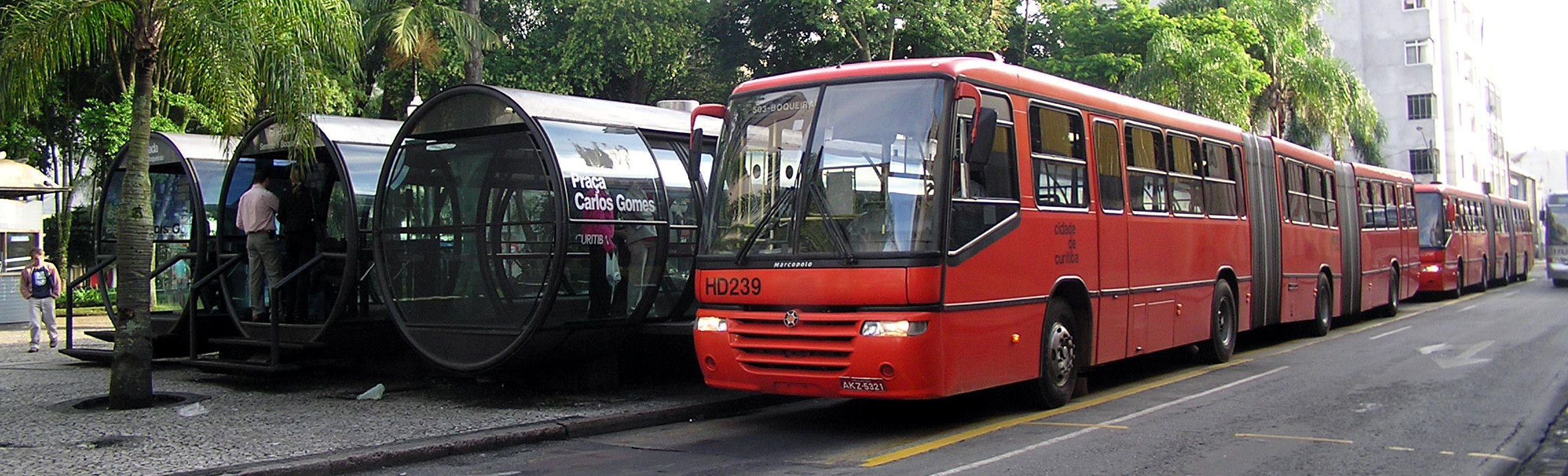
巴西庫里奇巴的公車捷運系統

，又称為公共運輸，是指向大眾開放、並提供運輸服務的交通方式。广义上包括民航、铁路、公路、水运等交通方式；狭义上則是指城市范围内定线运营的公共汽車及轨道交通、渡輪、索道等交通方式。在城市化的背景下，公共交通对城市功能、发展有重要影响:12。如再進一步分類，公共運輸包括人员与货物运输两个方面，而公共交通则只是指人员运输方面，且限于都市区范围的人员运输，在一些場合中，公共交通同義於公共運輸。
為公眾提供快速运输服务的公共交通被稱作大容量快速交通系統（mass rapid transit）；依照各地用法的不同，台灣稱為「大眾運輸系統」或「大眾運輸工具」，中国大陆称为“大运量快速客运系统”，香港則稱為「集體運輸系統」。台灣所稱的「大眾運輸」多指公共汽車（含市區公車、公路客運）、捷運（含輕軌、公共纜車）。中国大陆流行将「公共交通」簡稱為「公交」，但通常指代的是城市轨道交通之外的公共汽车、电车等，例如北京、杭州等地的快速公交系统。

## 現代公共交通

### 鐵路運輸
鐵路運輸包括以下各種應用：
- 都市軌道運輸，通常包括捷運（地下鐵）、轻轨、路面電車等
- 城際鐵路（區域铁路）
- 通勤鐵路（近郊鐵路）
- 超輕便鐵路，亦稱「Shweeb、飛橇」，由人力推動
- 高速鐵路
- 齒軌鐵路
- 單軌系统
- 旅客捷運系統
- 磁浮列車
- 架空索道
- 地面纜車，亦稱纜車。包括往复式地面纜車（Funicular）及循环式地面纜車（Cable Car）
- 導向公車
- 智軌

### 道路運輸
- 公共汽車和無軌電車（公車，音译作“巴士”）
  - 公共小型巴士
  - 吉普尼
  - 長途客運
  - 巴士快速交通
  - 驛站馬車（歷史上）
- 計程車
  - 嘟嘟車
  - 哈克尼車
  - 人力車
- 公共自行車
- 運渡橋

### 水運
- 客轮
- 街渡
- 橫水渡
- 汽車渡輪
- 鐵路渡輪
- 水上巴士
- 水上計程車

### 空運
- 民航飞机
- 直昇機

### 行人
- 电梯
- 斜行升降機
- 樓梯升降機
- 電動扶梯
- 電動步道
- 行人天橋
- 行人隧道
- 行人穿越道
- 空中飛索
- 滑雪索道